# رنگین‌کمان (فیلم ۱۹۴۴)
«رنگین‌کمان» (روسی: Радуга) یک فیلم به کارگردانی مارک دانسکوی است که در سال ۱۹۴۴ منتشر شد.